# Fangxiandao
Cette page contient des caractères spéciaux ou non latins. S’ils s’affichent mal (▯, ?, etc.), consultez la page d’aide Unicode.
Fangxiandao (chinois : 方仙道 ; litt. « Voie des magiciens et des immortels », également appelée 神仙家, shénxiān jiā, « école des immortels » est un courant magico-religieux chinois de la Période des Printemps et Automnes (-771 — -256) et de la Période des Royaumes combattants (les deux s'étalant de -771 à -256), réunissant autour de souverains et d'aristocrates des spécialistes (fangshi 方士) de toutes sortes (alchimistes, devins, exorcistes, pratiquants de rituels..), avec pour objectifs la poursuite de l’immortalité physique, soutenue par la croyance en l’existence d’immortels vivant dans les îles montagneuses de la mer Jaune ou de la mer de Chine orientale, ainsi que le succès politique ou militaire de ses patrons, grâce à diverses techniques magiques et, à partir de la fin des Royaumes combattants, des théories philosophiques développées à Jixia (Qi), en particulier celles du Yin-Yang et des Cinq éléments. Sous Han Wudi, le courant semble avoir intégré certains éléments du huanglao, l'Empereur jaune y devenant une référence importante. 
Le Fangxiandao apparaît à l'époque des Royaumes combattants dans les pays de Qi et de Yan, grâce au soutien de souverains comme les rois Wei (威王) (r. 356-320 av. J.-C.) et Xuan (宣王) (r. 319-301 av. J. C.) de Qi, et le roi Zhao (昭王) de Yan (r. 311-279 av. J.-C.). Il connait deux apogées sous Qin Shihuang et Han Wudi, puis subsiste jusqu’à la fin des Han en s'effaçant progressivement, contribuant de façon importante au taoïsme émergeant. Son nom est la combinaison de fang, premier caractère de fangshi (方士), « magicien » ou de fangshu (方術), « technique magique », de xian, « immortel », et de dao, « voie ».

## Les îles des immortels
Les îles des immortels avaient pour nom Penglai (蓬菜), Fangzhang (方丈) et Yingzhou (瀛洲). Des expéditions y furent envoyées par des souverains, en particulier Qin Shihuang, qui expédia à plusieurs reprises des ambassades parfois très importantes, comme celle de Xu Fu (徐福) qu'on prétend accompagnée de quelques milliers de garçons et filles vierges, et qui ne revint jamais. L’inutilité de la pratique finit par apparaître clairement et elle fut abandonnée après le règne de Wudi qui, à la suite de trois expéditions infructueuses, avait d'ailleurs décidé de se contenter de répliques aménagées dans le lac artificiel Taiyichi (太液池) situé au nord de son palais. Néanmoins, malgré les déceptions et des trahisons se terminant par l’exécution de certains fangshis, malgré les accusations de charlatanisme portées à leur encontre,
la croyance aux immortels et à la vertu des différentes techniques magiques persista, et fut largement adoptée à partir des Han orientaux par les divers courants taoïstes (cinq boisseaux, jindan, etc.). Les concepts d’immortel, de terre d'immortalité et de technique d’immortalité, enrichis au fil des siècles, sont un élément central du taoïsme.

## Fangshis célèbres
Le Livre des sacrifices (封禪書) du Shiji cite Chang Hong (萇弘), conseiller du roi Ling de Zhou (周靈王) (r.571-544 av. J. C.), comme le plus ancien magicien connu. À la veille de l’empire, les plus importants fangshis de Yan étaient Song Wuji (宋毋忌), Zheng Boqiao (正伯僑), Chong Shang (充尚) et Xian Mengao (羨門高). Les magiciens les plus appréciés du premier empereur Qin étaient Xu Fu, Han Zhong (韓終), ainsi que les dénommés Lu (盧生), Hou (候生) et Shi (石生) ; Lu et Hou désertèrent l’empereur après une expédition infructueuse de recherche d’herbes d’immortalité, entraînant avec eux d’autres collègues qui furent par la suite arrêtés et tués lors du fameux incident connu comme « l'autodafé des livres et l'enterrement des lettrés » (fenshu kengru 焚書坑儒). Ces 460 victimes (selon le Shiji) n’étaient en effet pas toutes - ou pas du tout - des confucéens comme le prétendra la tradition. 
Sous Wudi des Han, on trouve Li Shaojun (李少君), spécialiste du culte du fourneau alchimique, Gongsun Qing (公孫卿), spécialiste des rituels en l’honneur de l’Empereur jaune, Li Shaoweng (李少翁) et Luan Da ou Le Da (欒大), spirites. Ce dernier en particulier jouissait d’un tel prestige qu’il fut nommé général Wuli (五利將軍) puis marquis de Letong (樂通侯) et épousa une princesse royale, avant de perdre la faveur impériale et d’être exécuté. 
Le prince de Huainan, oncle de Wudi, entretenait de nombreux fangshis dont certains contribuèrent à la rédaction de l’encyclopédie Huainanzi. Ses huit principaux conseillers, Su Fei (蘇飛), Li Shang (李尚), Zuo Wu (左吳), Tian You (田由), Lei Bei (雷被), Wu Bei (伍被), Mao Bei (毛被), Jin Chang (晉昌), sont entrés dans la légende taoïste comme « les huit immortels du prince de Huainan ».

### Sources
- (zh) Voie des immortels